# Collect Pond

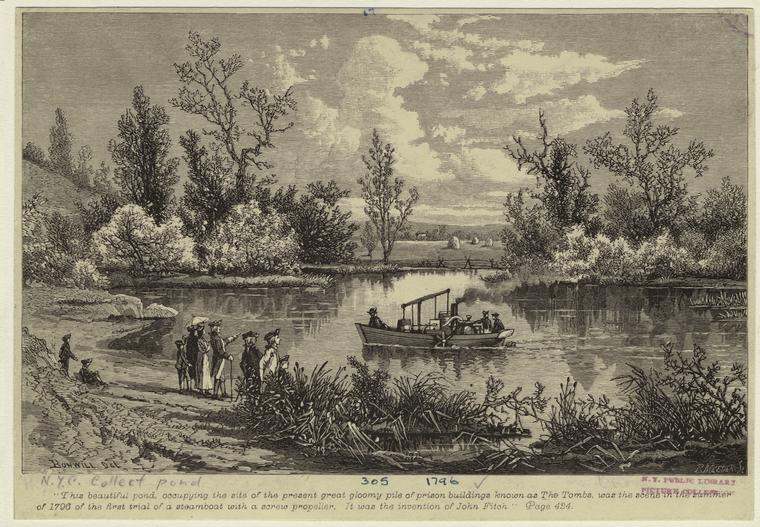
Collect Pond, mostrando un ambiente irreal e idílico para un experimento apócrifo con barcos de vapor, de John Fitch, en 1796 (Martha J. Lamb, History, 1877)

El Collect Pond ("Lago colector"), o Fresh Water Pond ("Lago de agua dulce"), fue un cuerpo de agua dulce ubicado cerca del extremo sur de Manhattan, en Nueva York, Estados Unidos, que ocupaba aproximadamente 194.000 m², y que tenía una profundidad de unos 18 metros. 
Este lago o estanque era alimentado por un manantial subterráneo, y su salida era a través de los «Lispenard Meadows» ("Prados Lispenard"), una laguna de agua salada, hasta el río Hudson. El nombre Collect es una corrupción de la palabra holandesa «Kolk», que significa pequeño cuerpo de agua, y la cual fue corrompida posteriormente por «Kalch», y así sucesivamente hasta convertirse en la actual «Collect».
El Collect Pond se hallaba al norte de la actual Foley Square y al oeste de Chinatown.

## Historia
Durante el siglo XVIII, el estanque se utilizaba como zona de pícnic en verano, y como pista de patinaje sobre hielo durante el invierno. Sin embargo, las industrias comenzaron a utilizar el agua y verter los desechos allí. Estas incluían curtidurías, cervecerías, cordelerías, mataderos, entre otras. A finales del mismo siglo XVIII, el estanque ya se consideraba «un vulgar sumidero de alcantarilla».

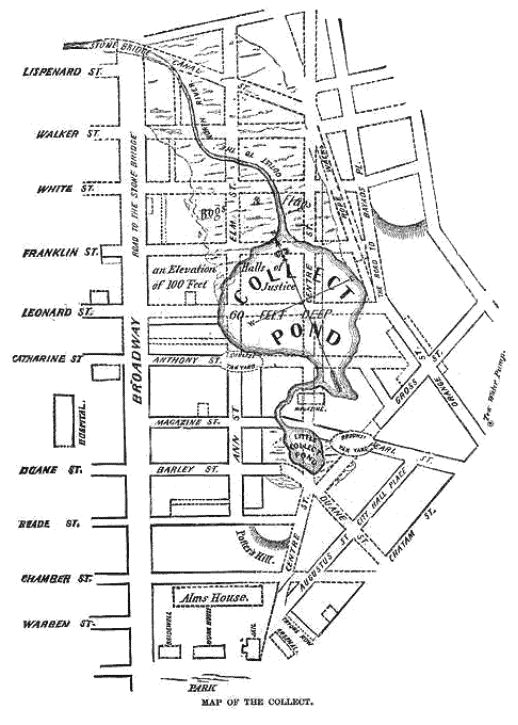
Plano del Collect Pond

Se formularon propuestas para resolver el problema, incluyendo la reconversión del estanque en un parque diseñado por el arquitecto y urbanista Pierre Charles L'Enfant, y la creación de un canal entre el río Este (East River) y el río Hudson; aunque finalmente, la decisión que se tomó fue llenarlo con la tierra del «Bayard's Mount», la colina más alta en el bajo Manhattan, rebautizado después de la Revolución como «Bunker Hill» (que conmemora la victoria estadounidense en la batalla de Bunker Hill, Boston). Para 1813, el Collect Pond había desaparecido prácticamente.
La calle de Canal Street toma su nombre del canal que se construyó en el siglo XIX para drenar las aguas contaminadas del Collect Pond. En 1820, la calle fue completada siguiendo el mismo patrón que tenía el canal.
El barrio conocido como «Five Points», un notorio asentamiento irregular, desarrollado cerca del antiguo margen oriental del Collect Pond, debió su existencia en alguna medida al relleno del mismo (terminado en 1811), el cual fue muy pobre, con lo cual la tierra se volvió pantanosa y llena de mosquitos, lo que trajo como consecuencia que el valor del terreno bajase. La mayoría de los habitantes de clase media y media alta se fueron de la zona, dejando el vecindario a merced de los inmigrantes pobres que llegaron en gran número a partir de 1840.
La cárcel de Nueva York conocida como «Las Tumbas» (The Tombs), construida en Centre Street, en 1838, estaba situada en el sitio que ocupó el Collect Pond, y se construyó sobre una enorme plataforma en un intento de darle unas bases seguras. El edificio de la prisión comenzó a desplomarse casi tan pronto como se completó y fueron notorias las fugas en su planta más baja y su humedad en general. Cuando el edificio original de «Las Tumbas» fue demolido a finales del siglo XIX, los constructores hundieron enormes cajones de hormigón hasta la roca madre, a unos 140 pies (43 metros) por debajo del nivel de la calle, a fin de reemplazarlos por unos cimientos más seguros.

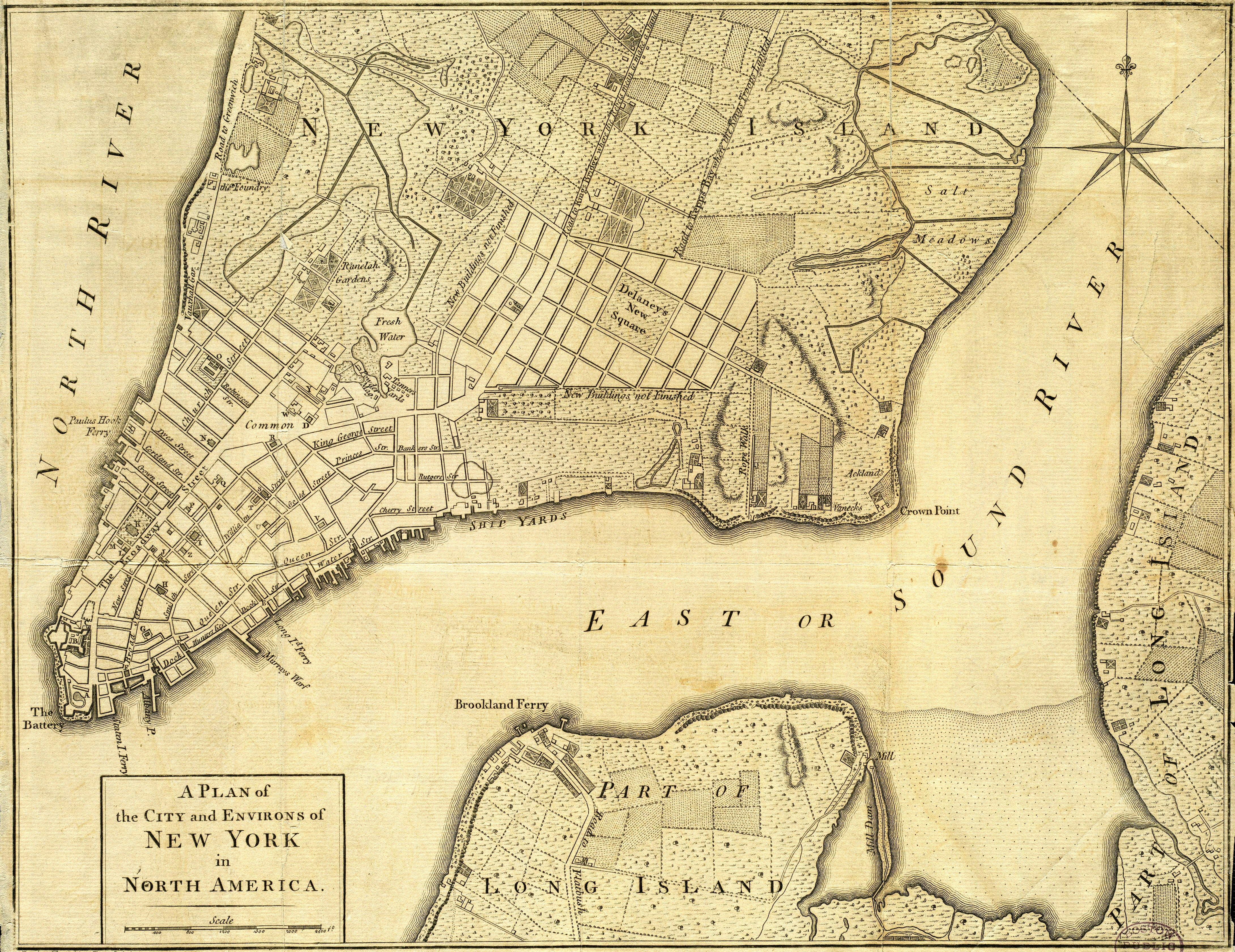
Mapa del bajo Manhattan donde se aprecia el Collect Pond (nombrado aquí como «Fresh Water») junto a los astilleros de curtidores y el almacén de pólvora, 1776

## En la actualidad

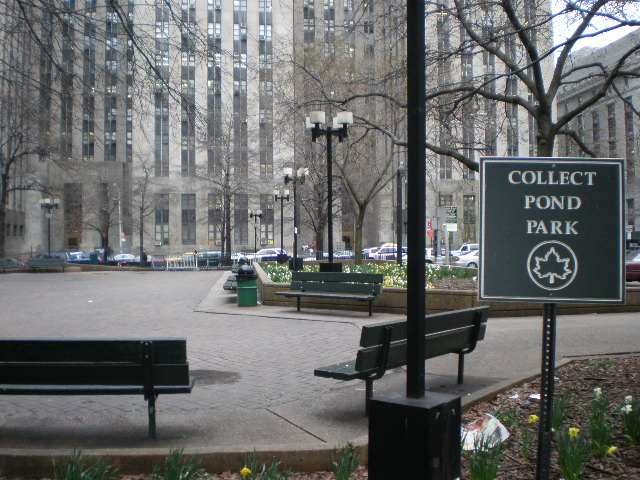
Collect Pond Park.

Durante 1960, una parte del lugar que ocupó el Collect Pond se cedió al Departamento de Parques y Recreación de la Ciudad de Nueva York para su conversión en un parque. Originalmente, el parque fue llamado «Civil Court Park», debido a su proximidad a los edificios circundantes del juzgado. Sin embargo, el parque pasó a llamarse «Collect Pond Park», su nombre actual, que representa su historia con más precisión. El parque está ubicado en la manzana rodeada por las calles Lafayette, Leonard, Centre y White.

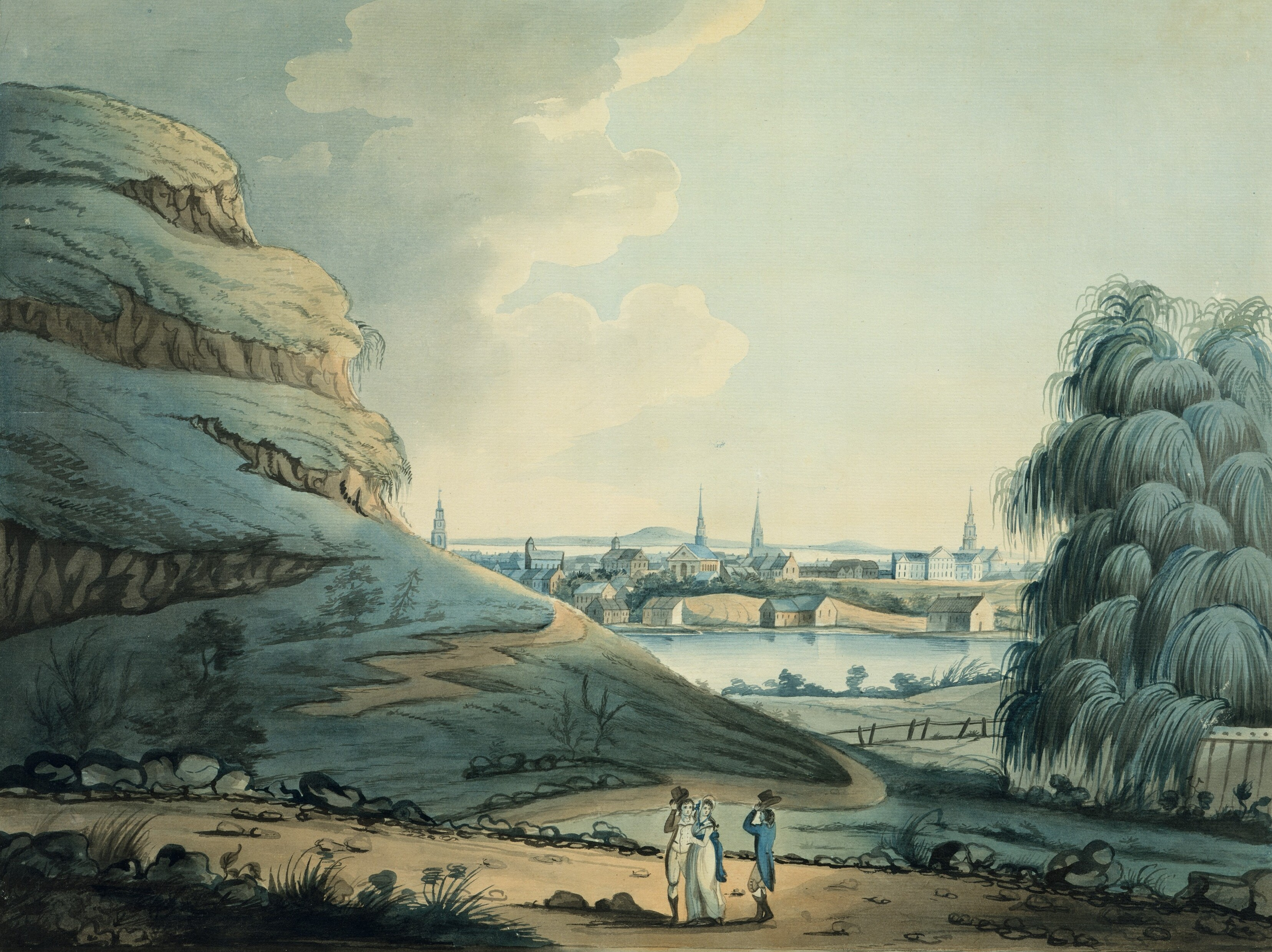
Una acuarela de 1798 del Collect Pond. El Bayard Mount, un montículo de 110 pies (34 metros) de altura, está en primer plano a la izquierda. Nueva York, que luego se extendió paralelamente a la actual Chambers Street, es visible más allá de la orilla sur.